# NGC 2016
NGC 2016 (другое обозначение — ESO 56-SC142) — рассеянное скопление в созвездии Столовая Гора.
Этот объект входит в число перечисленных в оригинальной редакции «Нового общего каталога».